# Йота Возничего
Йота Возничего (ι Aur, ι Aurigae) — оранжевый яркий гигант в созвездии Возничего. Имеет историческое название Аль Каб, сокращённо от Кабдилинан (иногда Кадхилинан), которое происходит от арабского الكعب ذي العنان — щиколотка Возничего. Она также называется Хассалех, название, приведённое чешским астрономом Антонином Бечваржем (Antonín Bečvář) в атласе 1951 года, но что оно обозначает, неизвестно.
Аль Каб имеет среднюю звёздную величину +2,69m, которая из-за межзвездной пыли ослаблена на 0,6m.
Аль Каб вступил на заключительные стадии звёздной эволюции: в его ядре из гелия уже начал синтезироваться углерод. Звезда начала свою жизнь 30-45 млн лет назад как яркий гигант спектрального класса B. Обладая массой от 7 до 9 солнечных, Аль Каб вполне может закончить жизнь как сверхновая. Если же массы всё-таки не хватит, то он станет массивным белым карликом.
Аль Каб также является одним из мощнейших источников рентгеновского излучения, благодаря своей горячей короне, подобной той, что окружает Солнце.